# Sàtir gran
El sàtir gran (Satyrus ferula) és una espècie de lepidòpter papilionoïdeu de la família dels nimfàlids (Nymphalidae) present als Països Catalans.

## Distribució
S'estén pel nord d'Àfrica (Marroc), sud d'Europa (des de l'extrem nord-est de la península Ibèrica fins als Balcans i Turquia), i Àsia fins a l'oest de la Xina. Absent de les principals illes mediterrànies. A la península Ibèrica, està restringida als Pirineus i àrees properes, des de Navarra fins a la Cerdanya.

## Descripció
Envergadura alar d'entre 46 i 57 mm.
Dimorfisme sexual evident per, en el cas de les femelles, tenir un color més pàl·lid i taques i ocels més prominents. Anvers de color bru fosc amb dos grans ocels a la part exterior de l'ala anterior. La femella presenta els ocels envoltats de taronja. L'ala posterior és uniforme en el mascle, sense ocels ni taques, mentre que la femella també presenta una franja taronja a la part exterior i pot tenir alguns petits ocels negres. Revers de l'ala anterior similar a l'anvers, però amb la punta grisosa. El mascle té l'ocel superior envoltat de taronja, mentre que en el cas de la femella el color taronja s'estén a pràcticament tota l'ala. L'ala posterior és bru fosc en el mascle i molt més clara en la femella. Presenta una banda blanquinosa, delimitada internament per una línia negra.

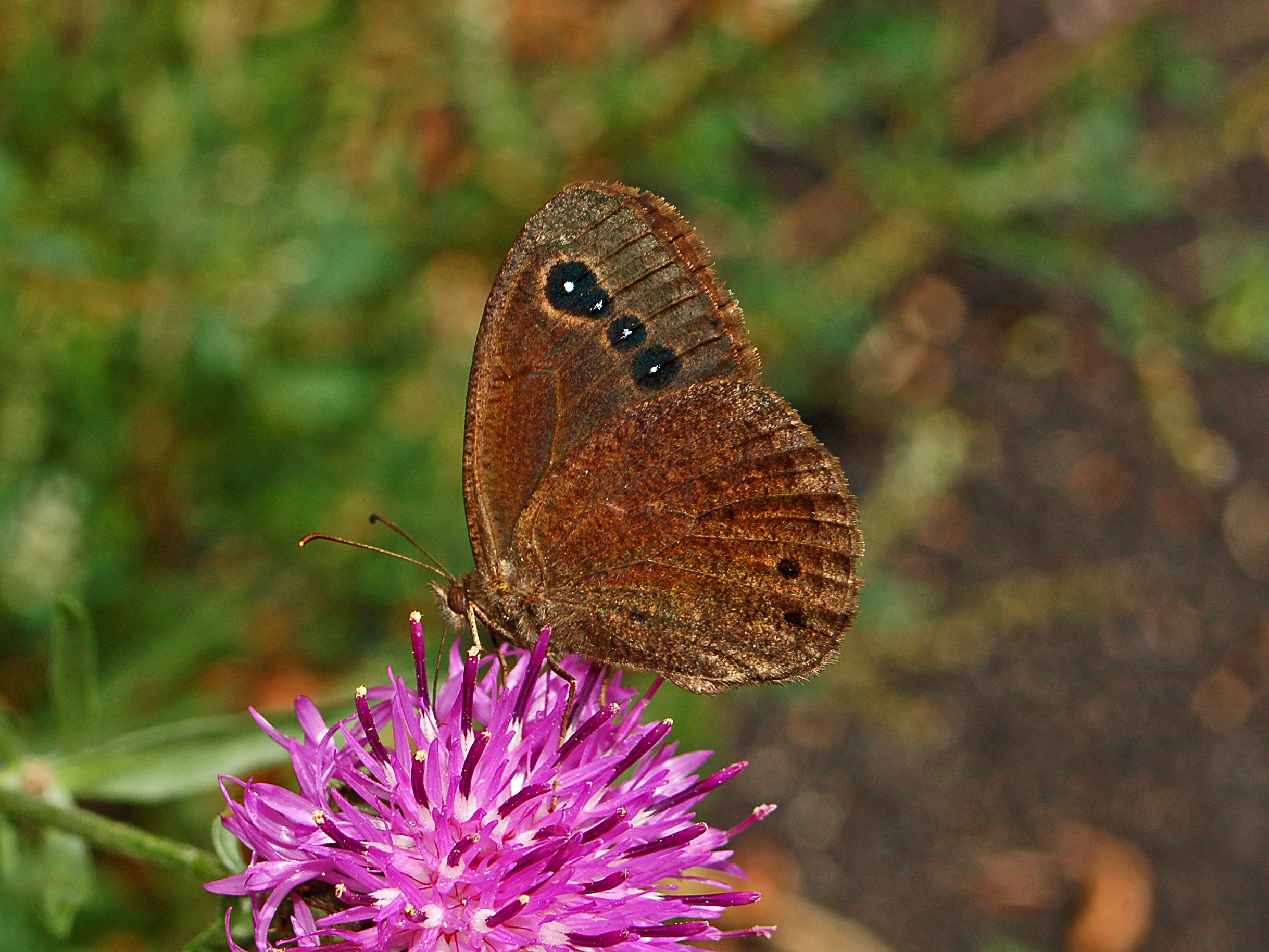
♂ △
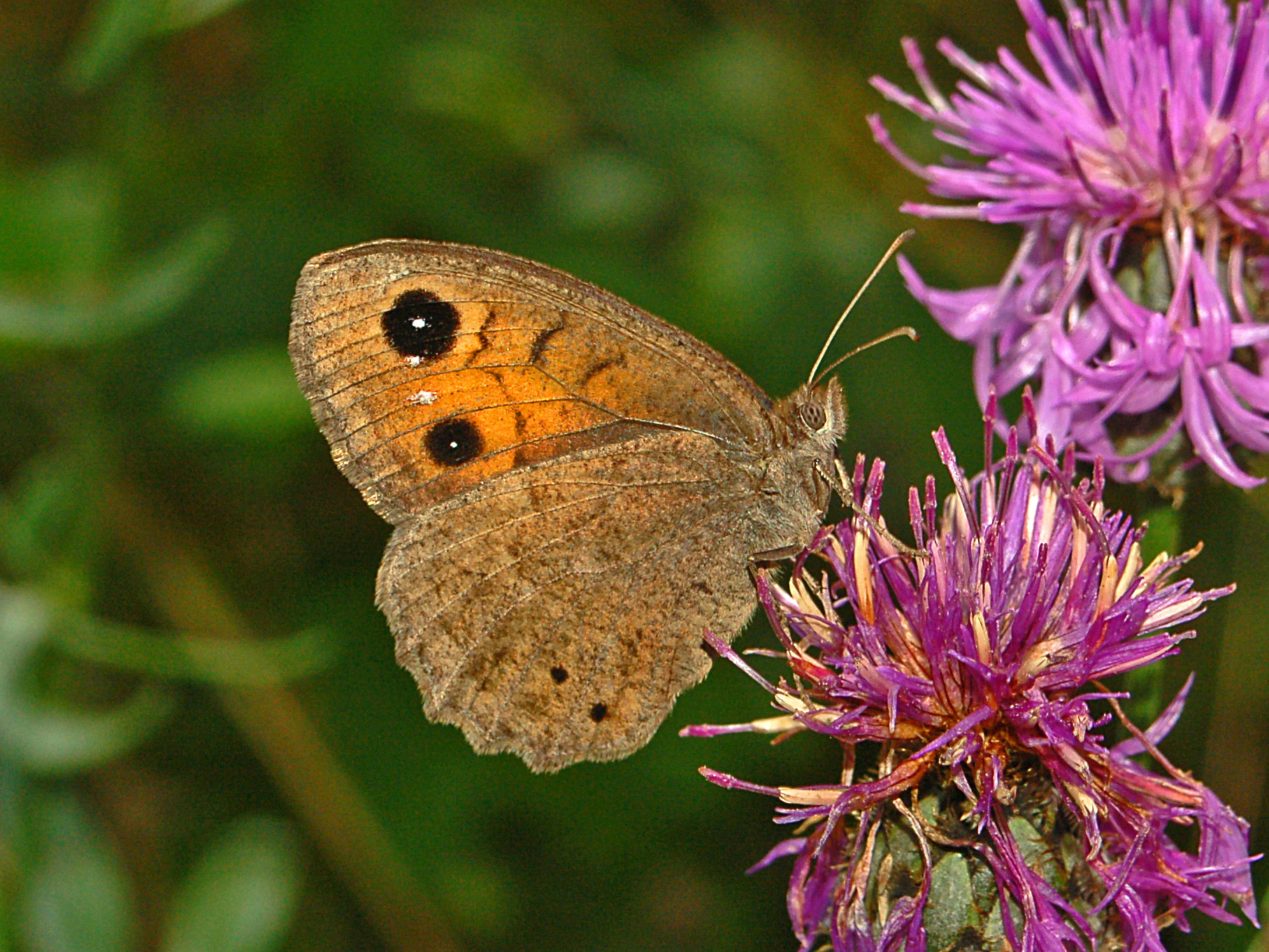
♀ △

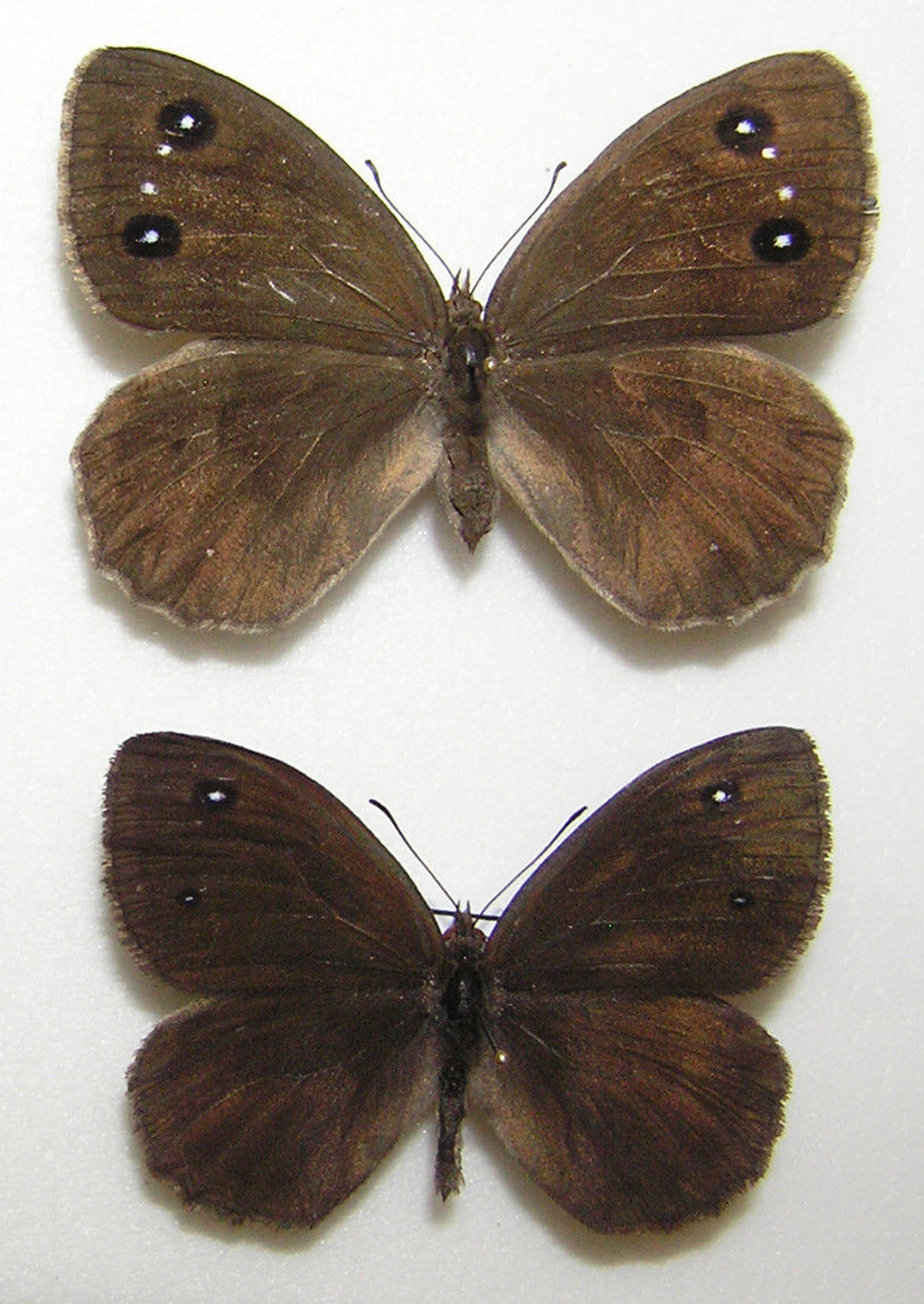
♀ i ♂

## Hàbitat
Vessants oberts, secs i herbosos a les altituds més altes de la seva distribució, i matollars oberts i herbosos a altituds baixes. Rang altitudinal des dels 400 m fins als 1800 m a Europa i dels 1500 m a 3000 m al Marroc.
L'eruga s'alimenta de gramínies, com ara Festuca, Stipa o Avenula.

## Període de vol i hibernació
Vola en una sola generació entre juny i setembre. Hiberna com a eruga.

## Espècies ibèriques similars
- Sàtir petit (Satyrus actaea)